# Heterodrilus rapidensis
Heterodrilus rapidensis är en ringmaskart som beskrevs av Erséus 1997. Heterodrilus rapidensis ingår i släktet Heterodrilus och familjen glattmaskar. Inga underarter finns listade i Catalogue of Life.